# Богданов, Владимир Аркадьевич
Владимир Аркадьевич Богданов (род. 7 октября 1959, Ленинград) — российский актёр театра и кино. Заслуженный артист России (2005).

## Биография
Родился 7 октября 1959 года в Ленинграде.
Актёрскую профессию начал постигать в Театре юношеского творчества Ленинградского Дворца пионеров в 1971 году. В 1980 году окончил актёрский факультет ЛГИТМиКа и был принят в труппу Ленинградского театра им. Ленинского комсомола.
С 1986 года — в труппе Театра им. В. Ф. Комиссаржевской.
В 1989 году создаёт театр-студию «Хамелеон» (Санкт-Петербург). Являлся в одном лице администратором, режиссёром, и актёром. Спектакли этого театра видели зрители не только Петербурга, но и Франции, Италии, Великобритании.
Работал в жанре литературного театра.
В 1999 году вернулся в театр им. В. Ф. Комиссаржевской.

## Театральные работы
1999
- «Мистификатор» И. Гаручавы и П. Хотяновского — Георг
- «Месяц в деревне» И. Тургенева — Ислаев
- «Самоубийца» Н. Эрдмана — Калабушкин

2000
- «Близнецы» Ж. Брикера и М. Ласега — Мартин / Мартина
- «Смерть коммивояжёра» А. Миллера — дядя Бен

2002
- «Чичиков» М. Булгакова — Чичиков
- «Буря» В. Шекспира — Просперо

2004
- «Дон Жуан» Ж.-Б. Мольера — Сганарель
- «Тёзка Швейцера» В. Шендеровича — Вуду

2005
- «Татарин маленький» А. Пояркова — Аристарх Ливанович

2007
- «Двенадцать месяцев» С. Маршака — Солдат

2008
- «Живой товар» А. Чехова — Бугров

2010
- «Доходное место» А. Островского — Юсов

2013
- «Тюркаре» А.-Р. Лесажа — господин Тюркаре, богач

2015
- «Дом, который построил Свифт» Г. Горина — судья Бигс

## Фильмография

### Актёр
- 1983 — Расследует бригада Бычкова — Хохлов, клички «Хохол», «Пашка»
- 1985 — Исключения без правил — рабочий на стройке
- 1985 — Снегурочку вызывали? — эпизод
- 1986 — Джек Восьмёркин — «американец» — Пичурин, редактор «Крестьянской газеты»
- 1988 — Хлеб — имя существительное —
- 1988 — Кошкин дом (фильм-спектакль) — кукла Вова
- 1991 — Изыди — погромщик
- 1992 — Третий дубль — кинооператор
- 1992 — Рин. Легенда об иконе — сыщик
- 1994 — Глухарь — Потапов
- 1994 — Колечко золотое букет из алых роз —
- 1995 — Прибытие поезда (новелла «Трофимъ») — полицейский Тимофей Кузьмич
- 1995 — Деббюси или Мадмуазель Шу-Шу — Альбер Карре
- 1995 — Откровения незнакомцу — Иван
- 1996 — Принципиальный или жалостливый взгляд — пассажир электрички
- 1997 — Упырь — следователь
- 1998—1999 — Агент национальной безопасности — (серия «Петя и Вол») — Сергей Сергеевич
- 1998 — Тело будет передано земле, а старший мичман будет петь — сторож морга
- 1999 — В зеркале Венеры — Сява
- 1999 — Молох — Мартин Борман
- 1999 — Разведённые мосты — Андрей, сын Дарьи
- 2000 — Вовочка — психиатр
- 2000 — Империя под ударом — Евно Азеф
- 2000—2001 — Улицы разбитых фонарей 3 —
- 2001 — По имени Барон — Грузный
- 2001 — Агентство — директор
- 2001 — Начальник каруселей —
- 2002 — У нас все дома — Соломон Израильевич Филберг, еврей-тромбонист, муж Таси, житель коммуналки, отец Сони
- 2002 — Крот 2 — Андрей Андреевич Линник, криминальный бизнесмен из Сибирска
- 2000 — 2001 — Убойная сила-2 (серия «Кредит доверия») — Иван Тимофеевич Малинин
- 2001—2004 — Черный ворон — водитель Шерова
- 2002 — Недлинные истории — собеседник могильщика /господин/доктор
- 2002 — Челябумбия — Роберт Моисеевич, директор кукольного театра
- 2002 — Агентство-2 — директор
- 2003 — Возвращение Мухтара — доктор Уфимцев (серия «Вандалы»)/врач (серия «Американ бой»)
- 2003 — Женский роман — Сухарев
- 2003 — Срочный фрахт — Пров Быков
- 2003 — Чисто по жизни — Юрий Палыч, бандит по кличке «замоченный»
- 2004 — Диверсант — полковник
- 2004 — Иванов и Рабинович — командир подлодки
- 2004 — Фабрика грез — Сергей Михайлович Царьков, исполнительный продюсер
- 2004 — Мангуст 2 — Егор
- 2004 — Осторожно, Задов! — майор дальнего гарнизона
- 2005 — Семья — Бабаев
- 2005 — Братва — Антонов
- 2006 — Короткое дыхание — психотерапевт
- 2006 — Грозовые ворота — полковник Смирнов, комполка
- 2006 — Перстень наследника династии — полковник
- 2006 — Пушкин. Последняя дуэль — Александр Христофорович Бенкендорф
- 2006—2007 — Улицы Разбитых Фонарей 8 — Авраменко
- 2006 — Бандитский Петербург 8. Расплата — Викентий Ялов, член правительства
- 2007 — Сайд-степ — Игорь Литвак
- 2007 — Полонез Керчинского — Антиох Ел Педифорович
- 2007 — Бандитский Петербург 10. Расплата — Викентий Ялов, член правительства
- 2007—2010 — Гаишники — Петр Викентьевич Слинков
- 2008 — Мальчики-девочки — Петрович
- 2009 — Правило лабиринта — Анатолий Семёнович
- 2009 — Одержимый — Глушко
- 2009 — Когда растаял снег — Андрей Степанович, комиссар госбезопасности
- 2010 — Адвокатессы
- 2010 — Служу отечеству — Шагин
- 2011 — В твоих глазах — Геннадий Анатольевич Журов, криминальный бизнесмен
- 2011 — Отрыв —
- 2011 — Настоящие — Щавель
- 2011 — Родственник — Тимофей
- 2012 — Хмуров — Жуков, псих
- 2012—2013 — ППС 2 — Михайлов
- 2012 — Время Синдбада — Большой Анри
- 2012 — Бездна — Пётр Наумович Крошилов, прокурор
- 2012 — Белая гвардия — дворник
- 2013 — Все началось в Харбине — Захар Леонидович Суздалев, сотрудник ОГПУ
- 2013 — Испытательный срок — Юрий Птицын, депутат
- 2013 — Майор полиции — Петр Николаевич Агишев
- 2013 — Как закалялась сталь? (документальный)
- 2013 — Одессит — Иван Николаевич Дьяченко, подполковник одесского РОВД
- 2013 — Гость — Виктор Борисович Соболев, бизнесмен, конкурент Громова
- 2013 — На крыльях — Назар, хозяин казино
- 2014 — Внутреннее расследование — Кирилл Юрьевич Низамов («Кира Самарский», криминальный бизнесмен)
- 2014 — Ленинград 46 — Александр Муляров, высокопоставленный чиновник
- 2014 — Аз воздам — Александр Александрович Анохин, майор, старший оперуполномоченный полиции
- 2015 — Фантазия белых ночей — Алексей Иванович Ромашов, первый секретарь обкома партии
- 2015 — Белая стрела. Возмездие — Баранов
- 2015 — Великая — Прохор
- 2016 — Следователь Тихонов — Ратибор, скульптор
- 2016 — Так сложились звезды — генерал-полковник Лобов
- 2016 — Консультант — Борис Тимофеевич Синицын, полковник милиции
- 2016 — Наше счастливое завтра — Прокопенко, цеховик
- 2017 — Выжить любой ценой — Олег Мотыль, местный бизнесмен
- 2017 — Экспроприатор — Евдокимов, старпом
- 2017 — Последняя статья журналиста — Виктор Петрович Северцев, банкир
- 2017 — Крылья Империи — Павел Николаевич, врач
- 2017 — Двое против смерти — главврач
- 2018 — Мельник — Павел Аркадьевич Сеплярский («Аркадьич»), эксперт
- 2018 — Ольга 3 — Федор Михайлович, заминнстра по спорту
- 2020 — Бомба — Борис Львович Ванников
- 2020 — Чича из Ольги — Полкан
- 2021 — Воскресенский — хозяин доходного дома
- 2021 — Чиновница — покупатель
- 2023 — Цербер — Егорыч

### Озвучивание фильмов
- 2002 — Стюарт Литтл 2 (США) — The Evil Falcon (Джеймс Вудс)
- 2006 — Охранник (США) — Pete Garrison (Майкл Дуглас)
- 2006 — Рокки Бальбоа (США)
- 2007 — Человек-паук 3: Враг в отражении (США) — Флинт Марко / Песочный человек (Томас Хейден Чёрч)
- 2009 — Принц Персии: Пески времени (США) — Sheik Amar (Альфред Молина)
- 2010 — Ученик чародея (США) — Horvath (Альфред Молина)
- 2011 — Боевой конь (США) — Brandt (Райнер Бок)
- 2021 — Человек-паук: Нет пути домой (США) — Флинт Марко / Песочный человек (Томас Хейден Чёрч)

### Режиссёр
- 2002—2009 — Разведённые мосты

## Награды и премии
- 1987 — лауреат Всероссийского конкурса артистов-чтецов, посвящённого 150-летию А. С. Пушкина.
- 1995 — лауреат Международного конкурса им. Михаила Чехова в Лондоне.
- 2004 — лауреат Высшей театральной премии Санкт-Петербурга «Золотой Софит» (номинация «Лучший актёрский дуэт», спектакль «Дон Жуан» Ж.-Б. Мольера, реж. А. Морфов, роль — Сганарель)
- 2005 — удостоен звания «Заслуженный артист Российской Федерации»""[2]
- 2008 — номинант Высшей театральной премии Санкт-Петербурга «Золотой Софит» в сезоне 2007—2008 (номинация — «Лучшая мужская роль в драматическом театре», спектакль «Живой товар» А.Чехова, реж. И. Коняев, роль — Бугров)
- 2015 — Благодарность Президента Российской Федерации — за заслуги в развитии отечественной культуры, туризма и многолетнюю плодотворную деятельность[3]
- 2021 — лауреат Высшей театральной премии Санкт-Петербурга «Золотой Софит» (номинация — «Лучшая роль второго плана», за роль Александра Давидовича Самойленко в спектакле «Дуэль», реж. Леонид Алимов)[4].